# 1813~1814년 몰타의 페스트 유행
1813~1814년 몰타의 페스트 유행(몰타어: il-pandemija tal-pesta tal-1813–1814)은 몰타섬과 고조섬에서 발생한 마지막 페스트 집단발병이다. 1813년 3월에서 1814년 1월 사이에는 몰타에서, 1814년 2월에서 5월 사이에는 고조에서 발생하였으며, 1814년 9월에 전염병이 공식적으로 종식되었음이 선포되었다. 이로 인해 섬 인구의 약 5%인 약 4500명이 사망했다.

## 배경
제2차 페스트 범유행은 14세기 흑사병으로 시작하여, 19세기까지 간헐적으로 발생한 페스트 범유행을 말한다. 몰타에서의 가래톳페스트 집단발병은 1592~1593년, 1623년, 1655년, 그리고 1675~1676년에 발생한 적이 있다. 이중 마지막 유행이 특히 심각해서, 11,300명의 사망자를 남겼다.
1813-1814년 유행은 1812년 콘스탄티노플에서 시작한 유행의 일종으로 추정된다. 이 페스트는 이집트의 알렉산드리아로 퍼졌는데, 몰타의 당국은 1813년 1월에 이미 이 발생 사실을 인지하고 있었다.

## 전개

### 기원

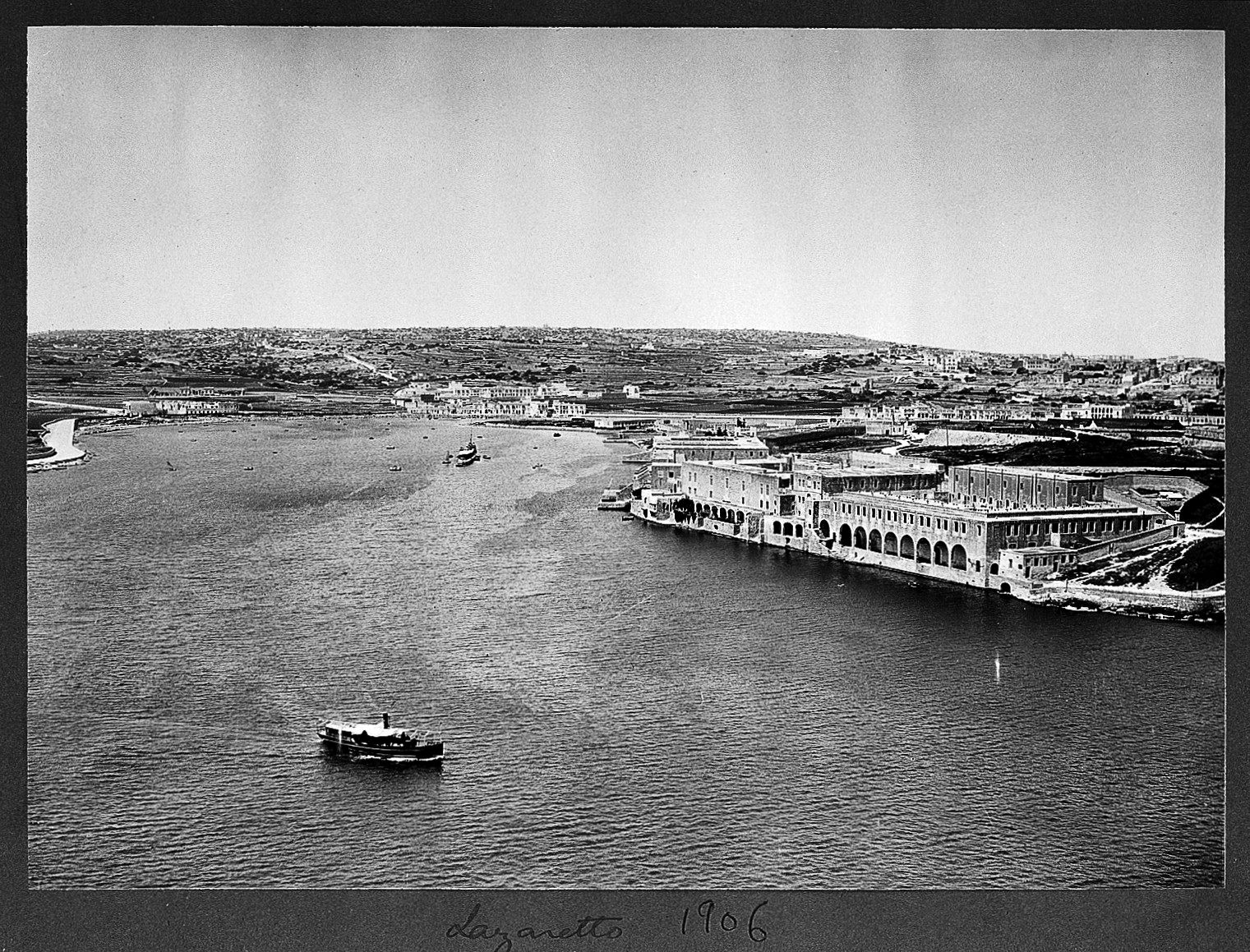
1906년의 마르삼셋 하버.

알렉산드리아에서 출발한 배에 타고 있던 감염된 선원들에 의해 몰타에 도착했다. 브리간틴 산 니콜라(San Nicola)호는 영국 국기를 휘날리며 1813년 3월 17일 알렉산드리아를 떠났는데, 출발 일주일 만에 두 선원이 천연두 증세를 보이기 시작했다. 이 배는 3월 28일 몰타에 도착했고, 2주 동안 마르삼셋 하버에 격리되었다. 배에서 아무것도 하선하지 못하도록 보건대원이 파견되었다. 3월 28일 알렉산드리아에서 몰타에 도착한 다른 두 척의 배, 영국의 브리간틴 낸시호와 스페인의 폴라카 벨라 마리아호도 선상에서 페스트가 발생했다. 낸시호에서는 2명이 감염되었으며, 벨라 마리아호에서는 1명이 사망했다.

### 발레타에 전파되다

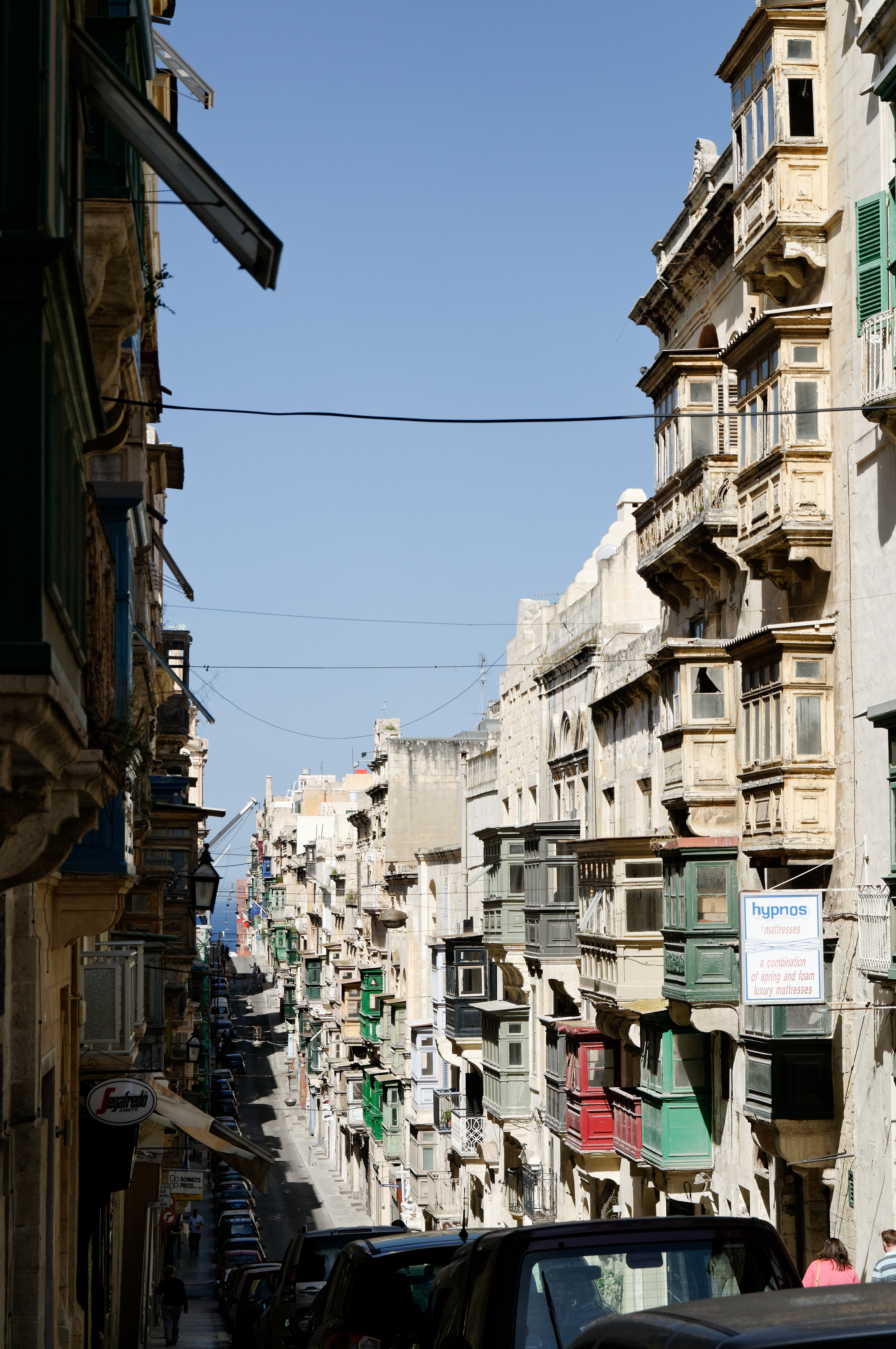
발레타의 스트라다 산 파올로. 첫 번째 내륙 감염사례가 보고된 장소이다.

제대로 격리가 이루어졌다고 믿은 당국은 병원체가 상륙했다고 생각하지 않았으나, 실제로는 일부 경비원들이 산 니콜라호가 격리되어 있는 동안 감염된 화물칸에서 아마포 제품을 빼돌렸다. 이는 곧 발레타 스트라다 산 파올로(Strada San Paolo) 227번지에 살았던 밀수업자 살바토레 보그(Salvatore Borg)에게 팔리기 전까지 슬리마의 한 와인 가게에 보관된다. 이후 보르그의 8살난 딸이 감염증세를 보이다가 3일 후 사망한다.

### 몰타 전역에 퍼지다
5월 21일에 므디나에서 5명의 감염자가 발견됨에 따라 발레타 외부에도 질병이 전파되었음이 드러났다. 며칠 지나지 않아, 다른 지역으로도 페스트가 퍼져 나갔다. 특히 발레타에서 페스트를 피해 탈출한 약 3,000명의 피난민이 향한 곳인 비르키르카라에서는 더욱 심각했다. 1813년 7월이 끝나기 전까지 1,602명이 사망했다.

### 총독의 교체

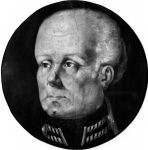
1813년 10월 부임한 몰타 총독 토마스 메이트랜드경(Sir Thomas Maitland)

1813년 영국은 몰타의 지위를 보호령에서 왕령식민지로 높였으며, 이에 따라 시민대표는 총독으로 대체되었다. 총독직은 처음에 오크스(Oakes)에게 제안되었으나 오크스는 건강상의 이유로 거절하였다. 페스트 발생 때문에 거절했다는 해석도 있으나, 병이 발생하기 전에 이미 사임의 뜻을 밝혔다는 사실이 밝혀졌다. 이에 따라 총독직은 토마스 메이트랜드경에게 주어졌는데, 그는 10월 3일에 섬에 도착하여 이틀 후에 취임했다. 메이트랜드는 페스트 유행을 멈추기 위한 조치를 취했다.
질병 확산을 막기 위해 마을에 이동제한령이 내려졌다. 사람들은 시골이나 항구로 갈 수 없었고, 자연스레 목화밭들도 버려졌다. 9월 10일에는 코르미, 제부치, 비르키르카라를 비롯해 사망자가 많이 나타난 마을들이 군인에 의해 봉쇄되었는데, 이를 위반하면 사형에 처해질 수 있었다.
10월에는 사망자 수가 196명으로 감소했다. 11월 13일 메이트랜드드는 발레타와 플로리아나에 있는 집과 상가들에게 의사와 경찰의 감독하에 15일간 정화작업을 실시할 것을 명령했다. 감염 가능성이 있는 물건을 숨긴 사람은 열흘 안에 경찰에 자수하면 사면되었다. 12월에는 발레타의 행정구역을 24개로, 플로리아나의 행정구역은 7개로 나누었다.
1813년 12월에는 상황이 크게 좋아져, 1814년 1월 7일부터 발레타에 대한 제한령이 해제되었다. 다른 마을들에 대한 제한령은 바로 다음 날에 해제되었는데, 코르미는 예외적으로 3월달까지 제한이 유지되었다. 1월 말에 마침내 소강상태에 접어들었다는 말이 나왔다. 1월 27일에는 감염자를 격리했던 장소인 바라체(barracche)를 해체하여 불로 태웠다.

## 고조에 퍼지다
몰타가 페스트에 의해 황폐화되던 1813년에는 아직 고조섬에서 페스트가 발생하지 않았다. 발레타에서 집단발병이 발생했을 때 몰타 본토와 교류를 제한함으로써 초기에 페스트가 퍼지는 것을 막았다. 그러나 몰타에서 페스트가 소강상태에 접어들자 규제를 해제하였는데, 이 때 고조에서도 페스트가 나타나기 시작했다. 그 규모는 몰타섬에 비해 훨씬 작았다.
1814년 5월 28일을 마지막으로 더 이상 페스트 사망자가 나타나지 않았다. 6월 12일에는 한 가족이 페스트에 걸려 라말라 만에서 경찰의 감독 하에 매일 세 번씩 바닷물에 몸을 담그게 하였는데, 당시에는 이렇게 하면 페스트가 치료될 수 있다는 미신이 있었다.
몰타섬은 1814년 9월 8일에 공식적으로 페스트 유행의 종식을 선언하였고, 이에 따라 고조섬도 9월 14일에 교류를 재개하였다.

## 참고 문헌
- Clancy-Smith, Julia A. (2012). 《Mediterraneans: North Africa and Europe in an Age of Migration, c. 1800–1900》. University of California Press. ISBN 9780520274433.
- Tully, James D. (1821). 《The History of Plague: As it Has Lately Appeared in the Islands of Malta, Gozo, Corfu, Cephalonia, Etc. Detailing Important Facts, Illustrative of the Specific Contagion of that Disease, with Particulars of the Means Adopted for Its Eradication》. London: Longman, Hurst, Rees, Orme, and Brown.
- Twitchell-Waas, Jeffrey (2011). 《Ħal Qormi – Four walks through a historic city》 (PDF). Valletta: Din l-Art Ħelwa. ISBN 9789995731021. 2016년 4월 24일에 원본 문서 (PDF)에서 보존된 문서.